# Pitching Machine

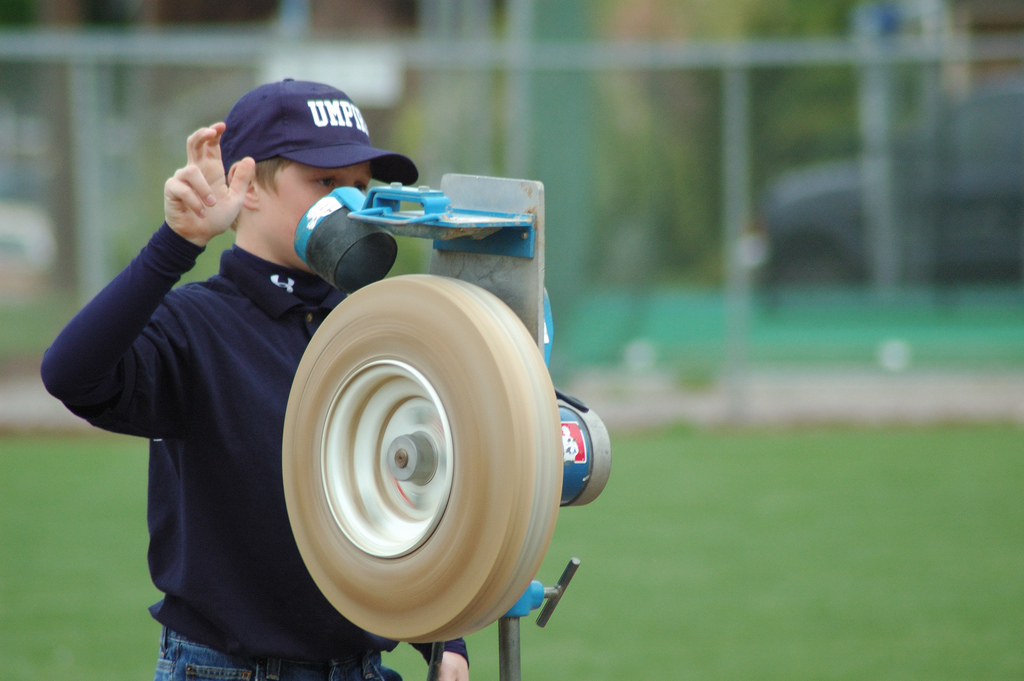
Manuell befüllbare Pitching Machine

Eine Pitching Machine (im Deutschen manchmal Baseballwurfmaschine) ist ein Trainingsgerät im Baseballsport, welches automatisch einen Ball zu einem Batter „wirft“. Um einen Pitcher möglichst realistisch zu simulieren, werden die Bälle in verschiedenen Geschwindigkeiten und Stilen abgeschossen. Es gibt sowohl Geräte, bei denen jeder Ball einzeln per Hand eingelegt wird (hand-feed), als auch solche, bei denen der nächste Ball automatisch aus einer Art Korb mit vielen Bällen in die Wurfvorrichtung befördert wird (auto[matic] feed).

## Geschichte
Erfinder der ersten Baseballwurfmaschine war der britische Mathematiker Charles Hinton, der im Jahre 1897 eine mit Schießpulver betriebene Pitching Machine für das Baseballteam der Universität Princeton baute. Einige Quellen behaupten, dass die Maschine viele schwere Verletzungen verursacht hat, und dass Hinton deshalb die Universität in Princeton verlassen musste. Tatsächlich wechselte Hinton zur University of Minnesota und nahm seine Wurfmaschine mit an seine neue Wirkungsstätte.